# پارک جنگلی مودون
پارک جنگلی مودون (به فرانسوی: Forêt de Meudon) در غرب شهر پاریس قرار دارد .پارک جنگلی مودون فراغت‌گاهی برای زمان‌های رهایی از ازدحام و شلوغی‌های پاریس است . از  پارک جنگلی مودون به ریه شهر پاریس هم یاد می‌شود .

## خصوصیات
این پارک جنگلی دارای مساحتی ۱۱۰۰ هکتار است که به ۹۹ قطعه تقسیم شده است . ارتفاع این پارک جنگلی میان ۹۹ متر تا ۱۷۸ متر از سطح دریا متغیر است .

## تاریخچه
پارک جنگلی مودون در ابتدا یک شکارگاه سلطنتی بوده که پس انقلاب فرانسه ملی شد . در قرن نوزدهم این پارک جنگلی میزبان عشاق پاریس بود .

## جاذبه‌های توریستی
- برج مخابراتی هرتزین
- کلیسای سنت برنادت
- کمپ سرگرمی چاویل
- باشگاه سوارکاری چاویل
- زمین‌های ورزشی
- حوضچه آبی ویله‌بون
- حوضچه آبی مودون
- حوضچه ابی شاله
- استادیوم ورزشی کلمارت
- استخر کلمارت